# Georges Braque
Georges Braque (Argenteuil-sur-Seine, Isla de Francia, 13 de mayo de 1882-París, 31 de agosto de 1963) fue un pintor y escultor francés. Uno de los iniciadores del cubismo junto a Pablo Picasso.

## Biografía
Nació en una familia de artesanos. Él creció en Le Havre y estudió en la Escuela de Bellas Artes (École des Beaux-Arts) desde 1897 hasta 1899. 
Llegó a París en 1900. Allí estudió primero en la Academia Humbert, en la que conoció a Marie Laurencin y Francis Picabia, después, a partir de 1903, en la Escuela de Bellas Artes. 
La exposición fauvista de 1905 le impresionó tanto que se adscribió a este estilo, usando preferentemente los colores rosa y violeta. Realizó en 1906 un viaje a Amberes con Othon Friesz y, durante el verano de 1907, a La Ciotat y a L'Estaque. En el otoño de ese mismo año, la exposición retrospectiva de Paul Cézanne y la amistad que trabó con Pablo Picasso, que acababa de pintar sus Señoritas de Aviñón, le hicieron cambiar de estilo. El trabajo de ambos, en estrecha relación, hará surgir y evolucionar al cubismo. En el verano de 1908 pinta paisajes en L'Estaque, en 1909, en Normandía y La Roche-Guyon.
Estudiando metódicamente las líneas de contorno utilizadas por Cézanne, Braque fue evolucionando progresivamente sus composiciones con ligeras interrupciones en las líneas. Tras 1908 comienza a romper con la visión clásica, utilizando cada vez más formas geométricas principalmente para naturalezas muertas. Asimismo introdujo textos en sus pinturas y creó el collage. Creó asimismo en 1912 las esculturas en papel, realizando al final de la guerra una obra esencialmente basada en la naturaleza muerta, y abandonando paulatinamente sus composiciones geométricas. La Primera Guerra Mundial le inspiró obras más serias y austeras.
En 1930 se compra una casa en Varengeville-sur-Mer, cerca de Dieppe. A partir de 1947, su trabajo se ve constantemente interrumpido por la enfermedad. En 1961, se convierte en el primer pintor vivo cuya obra se exhibió en el Museo del Louvre al organizarse una retrospectiva de su trabajo en ese lugar.
Murió en París el 31 de agosto de 1963, a la edad de 81 años y actualmente hay un colegio en París con su nombre.

## Estilo
Georges Braque tuvo unos primeros momentos fauvistas. En el verano de 1907 pinta en L'Estaque, lugar donde pintó Cézanne, una serie de paisajes «lineales» que son ya precubistas.
Existen tres fases en su cubismo. En una segunda época pinta cuadros de superficies superpuestas y planos angulares, componiendo a base de cubos; usaba pocos tonos cromáticos. Después pasó por una fase de "cubismo analítico" (1909-1912), en el que los objetos quedaban descompuestos en facetas hasta el punto de ser irreconocibles. En un tercer momento cultiva el "cubismo sintético", es decir, con unidad compositiva. Impulsa más que Picasso en esta tendencia del cubismo sintético.
A la vuelta de la Primera Guerra Mundial desarrolló un estilo propio, con forma unida al color. Representa figuras de gran tamaño. Pinta algún paisaje y realiza, sobre todo, multitud de bodegones de estructura similar.
Después de la Segunda Guerra Mundial pintó cuadros de pájaros y de estudios.